# Вигуру, Робер
Робер Вигуру (фр. Robert Vigouroux; 21 марта 1923, XV округ Парижа — 8 июля 2017, Гардан) — французский государственный и политический деятель, писатель. С 1986 по 1995 год работал мэром Марселя и сенатором от Буш-дю-Рон с 1989 по 1998 год.

## Биография
Родился в Париже. В 1942 году переехал в Марсель, где работал врачом в больнице. В 1986 году был избран мэром Марселя и стал сенатором в 1989 году. Позже опубликовал два тома стихов под криптонимом Степан Алексис, а затем написал эссе, романы, нарисовал картины и сделал фотографии под своим настоящим именем.

### Поэзия
- L’Explication
- Mémoires des temps passés

### Эссе
- Un parmi les autres
- Quelle est ta ville
- Et si je vous disais…

### Романы
- La vie en morceaux
- Le docteur et ses jumeaux (2003)

### Картины
- Au fil du temps (2005)

### Фотографии
- Marseille-Moderne (со-автор, 2008)